# Серпень 2024
Серпень 2024 — восьмий місяць 2024 року, що розпочався у четвер 1 серпня та закінчився у суботу 31 серпня.

## Події
1 серпня
- Камала Гарріс оголосила ім'я свого напарника по президентській кампанії, який у разі її перемоги обійме посаду віцепрезидента США. Ним став губернатор Міннесоти Тім Волз[1].

5 серпня
- Прем'єр-міністр Бангладеш Шейх Хасіна подала у відставку і залишила країну на тлі масових протестів[2].

6 серпня
- Збройні сили України перейшли російсько-український кордон і почали наземні бойові дії в Курській області[3].

7 серпня
- Олександр Хижняк взяв третє золото на Олімпіаді для України[4].

8 серпня
- Жан Беленюк здобув бронзову медаль Олімпіади-2024 з боротьби та закінчив спортивну кар'єру[5].

10 серпня
- Українська борчиня вільного стилю Ірина Коляденко стала срібною призеркою Олімпіади-2024[6].

11 серпня
- Завершення XXXIII Літніх Олімпійських ігор, що пройшли в столиці Франції Парижі.[7]

13 серпня
- Папа Франциск офіційно засудив вторгнення Росії в Україну, закликавши до негайного виведення військ[8].

14 серпня
- На 49-му розіграші Суперкубка УЄФА Реал Мадрид обіграв Атланту з рахунком 2:0[9]

15 серпня
- США ввели нові санкції проти російських олігархів, включаючи конфіскацію активів у країнах G7[10].

20 серпня
- Китай запустив новий місячний зонд, спрямований на дослідження південного полюса Місяця[11].

25 серпня
- Український тенісист Сергій Стаховський став чемпіоном US Open 2024 у парному розряді[12].

26 серпня
- Розпочався чемпіонат світу з легкої атлетики серед юніорів в Лімі (Перу) на легкоатлетичному стадіоні Національного олімпійського селища, який завершився 31 серпня.

28 серпня
- Розпочалися в столиці Франції Парижі XVII літніх Паралімпійських ігор.

30 серпня
- Український супутник Січ-2-30 успішно вийшов на орбіту після запуску компанією SpaceX[13].

31 серпня
- Відбувся перший політ Boeing X-66, експериментального літака з технологіями низького рівня викидів CO₂[14].